# Nu1 Canis Majoris
Pour les articles homonymes, voir Nu Canis Majoris.
Désignations
ν1 CMa A : BD-18°1480, HIP 31564, GC 8614, SAO 151694

Nu1 Canis Majoris (en abrégé ν1 CMa) est une étoile binaire de la constellation australe du Grand Chien. Elle est visible à l'œil nu dans un ciel sombre avec une magnitude apparente combinée de 5,70. Le système présente une parallaxe annuelle de 9,30 mas mesurée par le satellite Hipparcos, ce qui permet d'en déduire qu'il est distant d'approximativement ∼ 350 a.l. (∼ 107 pc) de la Terre. Il s'éloigne du Système solaire à une vitesse radiale de +26 km/s.
En date de 2019, les deux étoiles de Nu1 Canis Majoris étaient séparées selon une distance angulaire de 17,40 secondes d'arc et avec un angle de position de 264°. Sa composante primaire, désignée ν1 CMa A, est une étoile géante jaune évoluée de type spectral G8 III et de magnitude 5,87. L'étoile présente des anomalies marquées mais incertaines dans les mesures astrométriques du satellite Hipparcos, ce qui pourrait trahir la présence d'un compagnon en orbite.
Le compagnon visible, ν1 CMa B, est une étoile jaune-blanc de magnitude 7,61 et de type spectral F3 IV-V, ce qui indique que son spectre montre des traits mélangés entre une étoile jaune-blanc de la séquence principale et une sous-géante plus évoluée.